# Heinrich Dathe

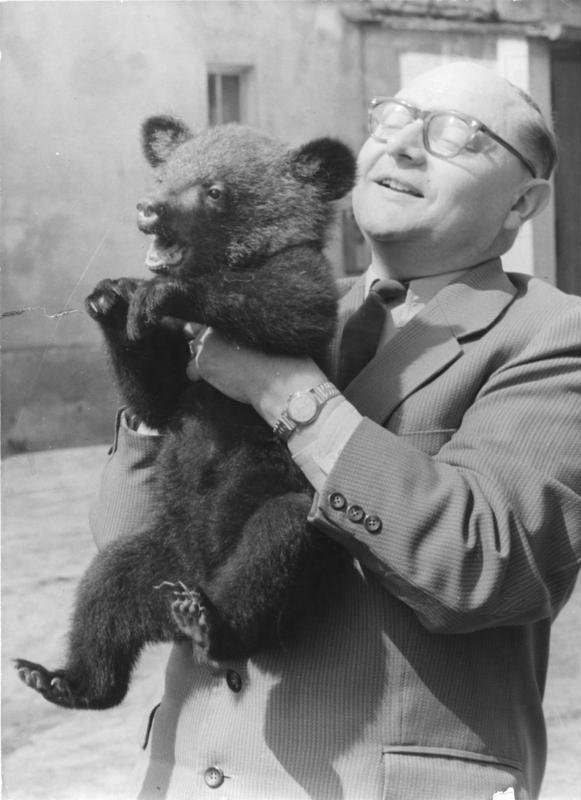
Heinrich Dathe mit einem Kragenbären (1961)

Curt Heinrich Dathe (* 7. November 1910 in Reichenbach; † 6. Januar 1991 in Berlin) war ein deutscher Zoologe und 34 Jahre lang der Direktor des Tierparks Berlin.

## Kindheit, Jugend und Beginn der Karriere
Heinrich Dathe, Sohn eines Bürovorstehers in einer Anwaltskanzlei, verbrachte seine Kindheit in Reichenbach im Vogtland. Ostern 1917 wurde Dathe an der 1. Bürgerschule „Weinholdschule“ eingeschult. 1920 eröffnete sein Vater ein eigenes Büro, in dem auch seine Frau Olga Dathe arbeitete. Ab 1921 ging Heinrich Dathe an das Gymnasium in Reichenbach. 1924 erhielt der Vater eine Anstellung in der Rechtsabteilung des Leipziger Messeamtes. Die Familie zog mit dem 14-jährigen Heinrich nach Leipzig. Hier beendete er 1930 die Leipziger Nikolaischule mit dem Abitur. Heinrich Dathe sagte dazu:

„Ich wollte Forscher werden oder Reisender. Am liebsten reisender Forscher und an einem Museum arbeiten, das mich zu Expeditionen um die ganze Welt schickte. Ich mochte als Junge auch keinen Zoo. Ich hielt ihn für ein Gefängnis, in dem man Tiere einsperrte.“

Folgerichtig studierte er ab 1930 eine Fächerkombination aus Zoologie, Botanik und Geologie an der Universität Leipzig. In seiner Studienzeit war er gelegentlich wissenschaftlicher Hilfsarbeiter am Naturwissenschaftlichen Museum Burg Mylau und dem Zoologischen Institut der Universität Leipzig. Im Sommer 1933 beteiligte er sich auch an einer Adria-Expedition der Universität. Durch Vermittlung seines Dozenten Georg Grimpe kam Dathe in Verbindung mit dem kommissarischen Leiter des Zoologischen Gartens Leipzig Karl Max Schneider. Ab Herbst 1934 zog dieser ihn für wissenschaftliche Arbeiten heran, beispielsweise für Zooführungen, die Betreuung und Bestimmung von Tierbeständen und die Führung der Zuchtbücher. So begann seine berufliche Laufbahn bereits während seines Studiums. Aus der studentischen Nebenbeschäftigung im Zoo wurde zunächst eine Volontärassistenz, und am 1. März 1936 bekam er die Stelle eines Hilfsassistenten. Noch vor Abschluss seiner Promotion erhielt er am 1. Oktober 1936 einen Privatdienstvertrag als wissenschaftlicher Assistent im Zoo Leipzig. Seine Doktorarbeit „Über den Bau des männlichen Kopulationsorgans beim Meerschweinchen“, eine anatomische Arbeit zur Fortpflanzungsbiologie stachelschweinverwandter Nagetiere datiert vom 10. Dezember 1936.
Er trat zum 1. September 1932 in die NSDAP ein (Mitgliedsnummer 1.318.207). Dazu Dathe: „So bin ich im September 1932 der NSDAP beigetreten. Ich war 21 Jahre jung und schon von meiner Erziehung her voller patriotischer Gefühle.“ Auch seine kurzzeitige Tätigkeit als Blockwart verschwieg er nicht.
Zu Beginn des Zweiten Weltkriegs wurde Heinrich Dathe zum Militär eingezogen. Mit dem Infanterie-Regiment 11 aus Leipzig-Gohlis kam er zum Kriegseinsatz nach Frankreich. Hier wurde Heinrich Dathe im Juni 1940 verwundet. Zur Genesung verlegte man ihn zunächst in ein Lazarett nach Chemnitz, später in ein Kurlazarett nach Bad Elster. Dort lernte er die Krankenschwester Elisabeth Friedrich kennen, seine spätere Frau. Mit Hilfe Karl Max Schneiders wurde Dathe nach seiner Entlassung aus dem Lazarett in ein Leipziger Ersatzbataillon versetzt und konnte sich viel im Zoo aufhalten. 1940 wurde er offiziell stellvertretender Direktor des Zoos.
Am 2. August 1943 heiratete Heinrich Dathe Elisabeth Friedrich. Das Paar hatte drei Kinder: Almut (geb. 1944), Holger Heinrich (geb. 1945) und Falk (geb. 1951). Seine Söhne wurden ebenfalls Zoologen. Holger Heinrich Dathe beschäftigt sich mit Hautflüglern und war von 1994 bis 2010 Leiter des Deutschen Entomologischen Instituts im Leibniz-Zentrum für Agrarlandschaftsforschung. Falk Dathe war bis Ende 2016 wissenschaftlicher Mitarbeiter und Kurator für Lurche, Kriechtiere und Fische im Tierpark Berlin. In zweiter Ehe heiratete Heinrich Dathe am 21. März 1989  die Ärztin Elisabeth Schmidt (* 1937).
Im März 1945 wurde Dathe an die Front nach Italien versetzt. In Bozen (Südtirol) erlebte er das Ende des Krieges. Er geriet in amerikanische Gefangenschaft. Dann überstellte man ihn in ein Kriegsgefangenenlager nach Rimini, das von den Engländern verwaltet wurde. In der Zeit der Kriegsgefangenschaft hielt er zoologische Vorträge und leitete Schulungen zum Thema Feldornithologie. Im Oktober 1947 wurde Dathe aus der Kriegsgefangenschaft entlassen und ging zurück zu seiner Familie in Leipzig. Er durfte aber wegen seiner NSDAP-Mitgliedschaft zunächst nicht wieder in der Forschung tätig sein und arbeitete erst einmal als Markthelfer im Hermelin-Verlag bei Paul Schöps und als Vogelstimmenimitator beim Rundfunk. Obwohl Schneider wieder an der Spitze des Leipziger Zoos stand, dauerte es noch bis zum 1. Juli 1950, bis auch Heinrich Dathe an seine alte Wirkungsstätte als Direktionsassistent und stellvertretender Direktor zurückkehren konnte. Ab 1950 lehrte Dathe außerdem an der Universität Leipzig. Er war von 1955 bis 1957 kommissarischer Zoodirektor in Leipzig. Im Jahr 1974 wurde er zum Mitglied der Deutschen Akademie der Naturforscher Leopoldina gewählt.

## Tierparkdirektor in Berlin

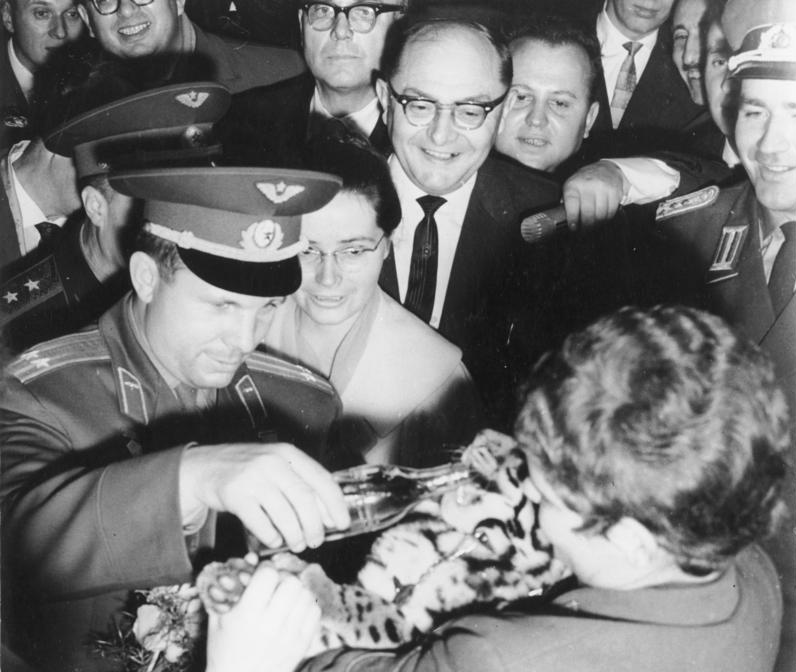
Walentina Tereschkowa und Juri Gagarin besichtigen den Tierpark. Dahinter Heinrich Dathe (1963).

Seine Lebensaufgabe fand Heinrich Dathe als Tierparkdirektor in Berlin, den er 1954 mit aufzubauen begann. 1957 wurde er zum Professor ernannt. Durch die Radiosendung Im Tierpark belauscht, die er zusammen mit der Reporterin Karin Rohn an 1774 Sonntagen für den Berliner Rundfunk gestaltete, und durch die Fernsehsendung Tierparkteletreff mit Moderatorin Annemarie Brodhagen wurde er über Fachkreise hinaus bekannt. Er gehörte zudem dem Redaktionskollegium der Zeitschrift Natur und Heimat an. Heinrich Dathe verstand es, den Tierpark im Kontext des Kalten Krieges auch dadurch zu fördern, dass er sich als Instrument der DDR-Kulturdiplomatie anbot. So verwies er auf Erfolge des Westberliner Zoologischen Gartens, um für seinen Tiergarten finanzielle und administrative Unterstützung zu erhalten. Diese ging möglicherweise auf Kosten anderer Tiergärten in der DDR.
Kurz nach seinem achtzigsten Geburtstag Anfang Dezember 1990 wurde Heinrich Dathe zwangspensioniert, weil der Einigungsvertrag eine Übernahme von über sechzig Jahre alten Mitarbeitern des öffentlichen Dienstes nicht zuließ. Innerhalb weniger Tage hatte er die Amtsgeschäfte zu übergeben und seine Dienstwohnung im Tierpark zu räumen. Er starb am 6. Januar 1991 an Krebs.
An der Trauerfeier in Berlin nahmen mehrere tausend Menschen teil. Sein Grab befindet sich auf dem evangelischen Karlshorster und Neuen Friedrichsfelder Friedhof im Lichtenberger Ortsteil Berlin-Karlshorst.

## Ehrungen und Kritik
Die DDR würdigte Heinrich Dathe 1966 für seine Aufbauarbeit mit dem Nationalpreis.
Der Schriftsteller und Philosoph Richard David Precht nahm die Konflikte um den Tierpark nach der Wende und die letzten Monate Heinrich Dathes als Motiv für die Figur des Tierparkdirektors in seinem heiter-melancholischen Nachwenderoman „Die Kosmonauten“ (2003).

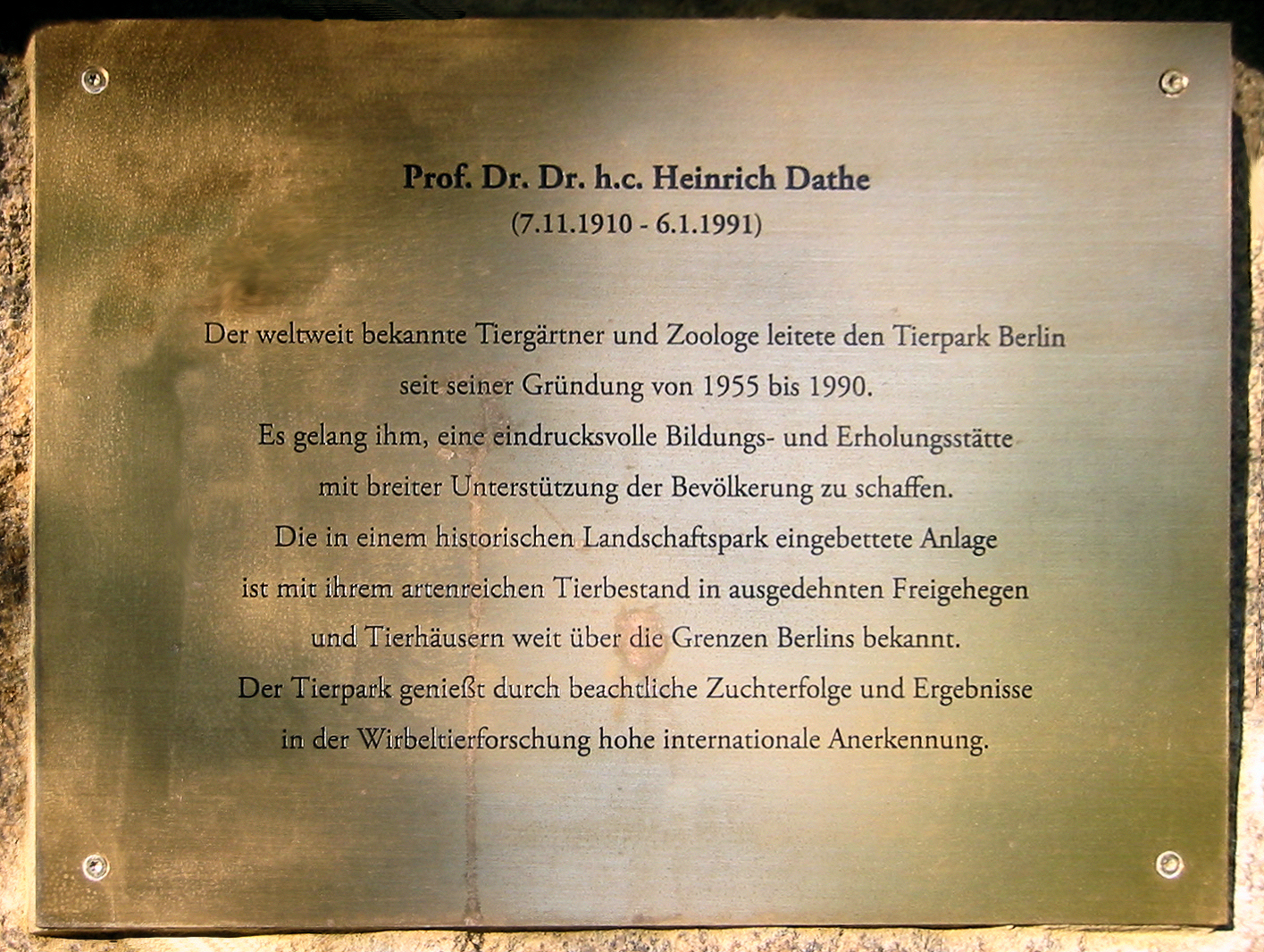
Plakette für Heinrich Dathe am Bärenschaufenster des Tierparks Berlin

Anlässlich des 50-jährigen Jubiläums des Berliner Tierparks 2005 erfolgte am 7. November 2005, dem 95. Geburtstag des ersten Tierparkdirektors, die feierliche Enthüllung der Straßenschilder  Heinrich-Dathe-Platz und Dathe-Promenade nahe dem U-Bahnhof Tierpark durch Bezirksbürgermeisterin Christina Emmrich (Die Linke) im Beisein des amtierenden Tierparkdirektors Bernhard Blaszkiewitz am Brunnen vor der Bodo-Uhse-Bibliothek.
Am 26. Juni 2012 wurde am Elefantenhaus im Tierpark eine Berliner Gedenktafel für ihn enthüllt.
Das Dathe-Gymnasium in Friedrichshain wurde 1996 nach ihm benannt. Diese Ehrung stieß auf Grund von Dathes NSDAP-Mitgliedschaft auf Kritik durch Historiker des Vereins „Institut für Biografieforschung, Regional- und Institutionenkunde“ in Berlin. Der Historiker Jürgen Hofmann, Chef des Lichtenberger Kulturausschusses, meinte, die Verstrickungen Heinrich Dathes würden nicht als bedeutend eingeschätzt: „In all den Diskussionen sind wir nie zu dem Schluss gekommen, dass die Mitgliedschaft in der NSDAP ein Ausschlussgrund der Würdigung wäre.“ In diesem Zusammenhang sollte der Senat von Berlin 2010 auch über eine Umbenennung der Heinrich-Dathe-Oberschule diskutieren. Im Dezember 2009 hat die Dathe-Oberschule sich zu Heinrich Dathe bekannt, und alle Gremien der Schule haben sich gegen eine Umbenennung entschieden.
Zum 100. Geburtstag von Heinrich Dathe startete der Förderverein von Tierpark Berlin und Zoo Berlin e. V. die Aktion „Dathe-Impuls“. Hier werden Spender gesucht, die das Lebenswerk von Heinrich Dathe dauerhaft sichern wollen. In diesem Zusammenhang wird auch ein Heinrich-Dathe-Preis durch den Förderverein von Tierpark Berlin und Zoo Berlin e. V. gestiftet. Mit dem Preis sollen Kinder und Jugendliche, die sich durch ehrenamtliches Engagement im Bereich Natur- und Artenschutz auszeichnen, gewürdigt werden.

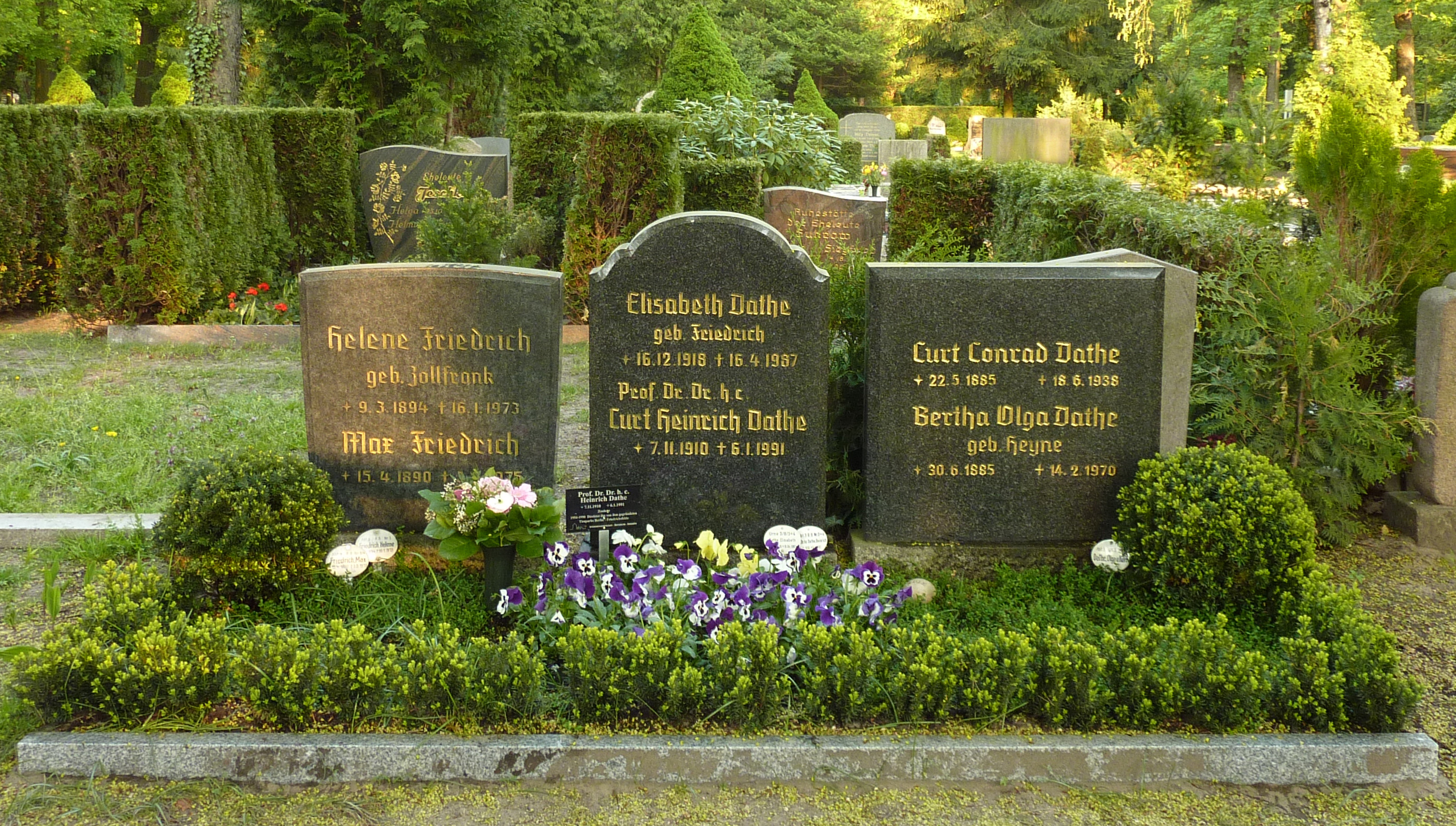
Heinrich Dathes Familiengrabstätte

Seine Grabstätte im Feld 3 des Neuen Friedhofs Friedrichsfelde (Eingang Siewertstr. 57) ist seit November 2010 ein Ehrengrab der Stadt Berlin im Bezirk Lichtenberg.

## Werke (Auswahl)
- Über den Bau des männlichen Kopulationsorganes beim Meerschweinchen und anderen hystricomorphen Nagetieren. Leipzig 1937. (Dissertation)
- mit Paul Schöps: Die Bisamratte: Fiber zibethicus L.; Ein Beitrag zur Peltier- und Rauchwarenkunde. Hermelin Verlag Dr. Paul Schöps, Berlin; Leipzig 1951.
- Kleines Käferbüchlein, mit 10 Tafeln von Jürgen Ritter. Wunderlich Verlag, Leipzig 1952. (Jugendbuchreihe Erlebte Welt; Bd. 5)
- Der Flussregenpfeifer. Geest & Portig, Leipzig 1953. (Die neue Brehm-Bücherei; H. 93)
- mit Bairei Kōno: Seidenschwanz und Orchidee: Japanische Meisterholzschnitte, mit naturkundlichen Erläuterungen von Heinrich Dathe. Prisma-Verlag, Leipzig 1958.
- Wegweiser durch den Tierpark. Tierpark Berlin, Berlin-Friedrichsfelde 1957.
- Tiergesichter. A. Ziemsen Verlag, Wittenberg Lutherstadt 1957.
- Tierpark Berlin: Anlässlich des 10. Jahrestages des demokratischen Berlin. Tierpark Berlin, Berlin-Friedrichsfelde 1958.
- mit Sergei Iwanowitsch Ognjow: Säugetiere und ihre Welt (Očerki ėkologii mlekopitajuščich), in dt. Sprache überarb. u. hrsg. von Heinrich Dathe. Akademie-Verlag, Berlin 1959.
- mit Bairei Kōno: Eisvogel und Päonie. Japanische Meisterholzschnitte, mit naturkundlichen Erläuterungen von Heinrich Dathe und einem Vorwort von Walter Böttger. Prisma-Verlag, Leipzig 1959.
- als Herausgeber: Der Zoologische Garten Leipzig: Eine Stätte der Wissenschaft. Akadem. Verl.-Ges. Geest & Portig, Leipzig 1961.
- Tierkinder aus Zoologischen Gärten. A. Ziemsen Verlag, Wittenberg Lutherstadt 1962.
- Im Tierpark belauscht. A. Ziemsen Verlag, Wittenberg Lutherstadt 1965.
- mit Elisabeth Dathe: Bäreneltern wider Willen. A. Ziemsen Verlag, Wittenberg Lutherstadt 1966.
- Aus dem Alltag eines Zoodirektors, in: Rosl Kirchshofer: Zoologische Gärten der Welt. Die Welt des Zoo. Pinguin Verlag, Innsbruck 1966, Seiten 145–150.
- mit Ulla Zernicke: Oase: Der Tierpark in Berlin. A. Ziemsen Verlag, Wittenberg Lutherstadt 1972.
- Erlebnisse mit Zootieren. A. Ziemsen Verlag, Wittenberg Lutherstadt 1972.
- mit Reiner Zieger: Mutter und Kind im Tierreich. Arnold, Leipzig 1974.
- als Herausgeber: Handbuch des Vogelliebhabers, Band 1. Deutscher Landwirtschaftsverlag, Berlin 1974.
- Wirbeltiere I (Pisces, Amphibia, Reptilia). Fischer Verlag, Jena 1975. (Taschenbuch der Zoologie; Bd. 4).
- Bibliographie des Zoologischen Gartens Leipzig: Zusammenstellung aller wissenschaftlichen und kulturgeschichtlichen Schriften, die ganz oder teilweise aus dem Leipziger Zoologischen Garten hervorgingen. Stadtarchiv, Leipzig 1978.
- mit Karl Fischer: Reineke: Ein Tag im Leben eines Fuchses. Altberliner Verlag, Berlin, 1980.
- Der künstlerische Schmuck des Tierparks Berlin. Tierpark Berlin, Berlin 1980.
- als Herausgeber: Tiermütter und ihre Kinder. A. Ziemsen Verlag, Wittenberg Lutherstadt 1981.
- mit Paul Schöps: Pelztieratlas. Fischer Verlag, Jena 1986.
- als Herausgeber: Handbuch des Vogelliebhabers, Band 2. Deutscher Landwirtschaftsverlag, Berlin 1986.
- Lebenserinnerungen eines leidenschaftlichen Tiergärtners. Koehler & Amelang, München; Berlin 2001, ISBN 3-7338-0313-2.